# Popular Science
Popular Science (conosciuto anche come PopSci) è una rivista trimestrale statunitense che si occupa di divulgazione scientifica e tecnologica. Popular Science ha vinto più di 58 premi, incluso quello della "American Society of Magazine Editors" per la qualità giornalistica sia nel 2003 (General Excellence) che nel 2004 (Best Magazine Section). Fondato nel 1872, Popular Science è stato tradotto in più di 30 lingue e viene distribuito in almeno 45 paesi.

## Primi decenni

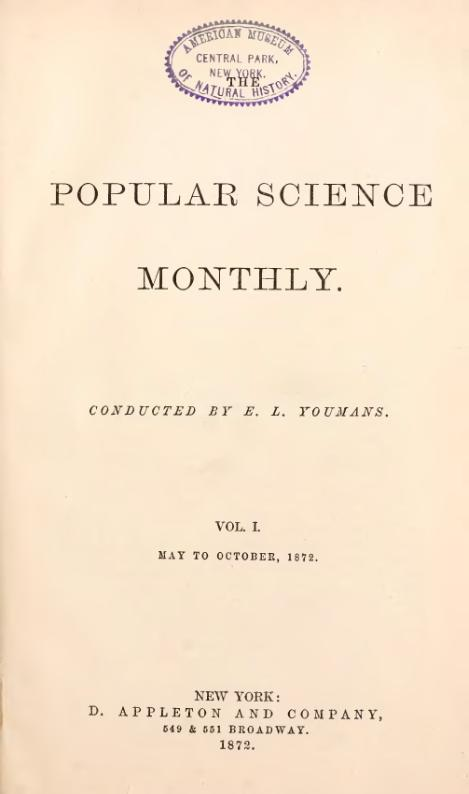
Vol. 1, 1872

The Popular Science Monthly, titolo originale della pubblicazione, fu fondato nel 1872 (il primo fascicolo è numerato come Vol. 1, maggio-ottobre 1872) da Edward L. Youmans per diffondere presso i non esperti la conoscenza scientifica. Youmans aveva precedentemente lavorato come redattore per il settimanale Appleton's Journal e riuscì a persuadere la società Appleton a pubblicare la sua nuova rivista. I primi numeri furono per la maggioranza ristampe di periodici inglesi e la rivista divenne organo di diffusione per gli scritti e le idee di Charles Darwin, Thomas Henry Huxley, Louis Pasteur, Henry Ward Beecher, Charles Sanders Peirce, William James, Thomas Edison, John Dewey e James McKeen Cattell. William Jay Youmans, fratello di Edward, lo aiutò a fondare la rivista e ne fu anch'esso redattore, diventandone il caporedattore alla morte di Edward nel 1887. L'editore, D. Appleton & Company, fu costretto a vendere la rivista nel 1900 per ragioni economiche.
Fu James McKeen Cattell a diventare redattore in quell'anno e poi, nel 1901, anche editore. Cattell aveva una formazione accademica e continuò a pubblicare articoli per i lettori istruiti del tempo. Nel 1915, però, il pubblico era in declino e la pubblicazione di una rivista scientifica divenne una sfida dal punto di vista economico. In un editoriale del numero di settembre 1915 Cattell, riferendo tali difficoltà ai lettori, annunciò che il nome Popular Science Monthly sarebbe stato trasferito a un gruppo editoriale che intendeva utilizzarlo per un giornale indirizzato al pubblico generico, una pubblicazione che meglio si adattasse al senso del titolo. La rivista esistente avrebbe proseguito la sua tradizione accademica come Scientific Monthly, mentre gli abbonati avrebbero cominciato a ricevere la nuova rivista. Scientific Monthly fu pubblicato fino al 1958, anno in cui fu assorbito in Science.
Il nome Popular Science Monthly fu dunque acquistato dalla Modern Publishing Company, società che nel 1914 aveva acquistato anche Electrician and Mechanic e che nei due anni successivi portò alla fusione di diverse riviste in un unico giornale per il pubblico generalista. La rivista ebbe diversi mutamenti di titolo: Modern Electrics and Mechanics, Popular Electricity and Modern Mechanics, Modern Mechanics e infine World's Advance, prima che gli editori acquistassero il nome Popular Science Monthly. Il fascicolo dell'ottobre 2015 fu intitolato Popular Science Monthly and World's Advance. Il numero di volume (Vol. 87, n. 4) era quello di Popular Science ma il contenuto era quello di World's Advance. Il nuovo caporedattore fu Waldemar Kaempffert, ex redattore di Scientific American.
La trasformazione in Popular Science Monthly fu profonda. La versione precedente era quella di un periodico accademico di cento pagine circa con otto-dieci articoli a fascicolo, con fotografie o illustrazioni. Ora invece la rivista pubblica centinaia di brevi articoli di facile lettura con un gran numero di illustrazioni. Kaempffert scriveva infatti per "l'artigiano e l'hobbista che volessero conoscere qualcosa del mondo della scienza". La circolazione della rivista raddoppiò nel solo primo anno.
Dalla metà degli anni trenta ai sessanta, la rivista ospitò anche racconti basati sul personaggio di Gus Wilson's Model Garage, incentrati su questioni legate alle auto.
Una recensione annuale dei cambiamenti ai nuovi modelli di automobili apparve nel 1940 e nel 1941, per ritornare dopo la guerra, nel 1954, e proseguire fino alla metà degli anni settanta, quando si cominciarono a pubblicare notizie sui nuovi modelli mano a mano che esse diventavano disponibili durante l'anno.
Dal 1935 al 1949, la rivista sponsorizzò una serie di brevi film prodotti da Jerry Fairbanks e distribuiti dalla Paramount Pictures.
Da luglio 1952 al dicembre, Popular Science pubblicò regolarmente opere dell'illustratore statunitense Roy Doty.
Da luglio 1969 a maggio 1989, la copertina e il sommario riportarono il sottotitolo The What's New Magazine. Il sottotitolo non risulta più presente dal mese successivo in copertina, e da febbraio 1990 nel sommario. Nel 1983 viene adottato un nuovo logo che utilizzava il carattere ITC Avant Garde e che fu utilizzato fino al tardo 1995. Nei successivi undici anni il carattere mutò per quattro volte (rispettivamente nel 1995, 1997, 2001 e 2002). Un ulteriore nuovo carattere fu adottato per il logo dal 2009 al numero di gennaio del 2014.
In quell'anno, Popular Science mutò completamente il suo aspetto grafico e vide una ristrutturazione della struttura dei suoi articoli.

## Storia recente
La Popular Science Publishing Company, da cui la rivista prende nome, viene acquistata nel 1967 dalla Times Mirror Company di Los Angeles. Nel 2000 questa società si fonde con la Tribune Company di Chicago, che l'anno successivo vende le riviste di Times Mirror alla Time Inc. (allora una società controllata delle Time Warner). A gennaio del 2007 la rivista viene poi ceduta, assieme ad altre, al Bonnier Magazine Group. Nel 2008, la Australian Media Properties (parte di WW Media Group) ha lanciato una versione locale di Popular Science. La rivista esce mensilmente, come la sua controparte statunitense, e utilizza contenuti provenienti sia dalla versione americana, sia prodotti a livello locale.
Dopo 144 anni di pubblicazioni a cadenza mensile, a gennaio del 2016 Popular Science è passata a una periodicità bimestrale.
La redazione della rivista si trova nella città di New York.

## Digitalizzazioni e altre edizioni
A partire dal 2010 tutti i numeri di Popular Science dal primo (maggio 1872) a marzo 2009 (fatta eccezione per ottobre-dicembre 1915 e gennaio-giugno 1917) sono disponibili gratuitamente su Google Books. Diversi fascicolo degli anni 1910 e 1920 risultano privi delle pubblicità a pagina intera.
Nel giugno 2014, Popular Science è stata lanciata in Italia da Kekoa Publishing, con la direzione di Francesco Maria Avitto, in versione a stampa e digitale.
Nel 2017 ne appare una versione in arabo, pubblicata da Haykal Media negli Emirati Arabi.